# Passiflora maliformis
Passiflora maliformis L. – gatunek rośliny z rodziny męczennicowatych (Passifloraceae Juss. ex Kunth in Humb.). Występuje naturalnie na Karaibach, w Wenezueli, Kolumbii oraz Ekwadorze. 

## Morfologia
PokrójZdrewniałe, trwałe, owłosione liany.
LiścieOwalnie lancetowate lub prawie okrągłe, rozwarte lub sercowate u podstawy. Mają 9–15 cm długości oraz 5–9 cm szerokości. Z drobnymi zaokrąglonymi ząbkami, ze spiczastym lub ostrym wierzchołkiem. Ogonek liściowy jest owłosiony i ma długość 50 mm. Przylistki są liniowe, mają 15 mm długości.
KwiatyPojedyncze. Działki kielicha są podłużne, mają 4 cm długości. Płatki są liniowo lancetowate, mają 3 cm długości. Przykoronek ułożony jest w dwóch rzędach, purpurowy, ma 15–30 mm długości.
OwoceSą kulistego kształtu. Mają 4 cm średnicy.